# Hishimonus concavus
Hishimonus concavus är en insektsart som beskrevs av Knight 1970. Hishimonus concavus ingår i släktet Hishimonus och familjen dvärgstritar. Inga underarter finns listade i Catalogue of Life.